# Castelo da Faye (Deviat)

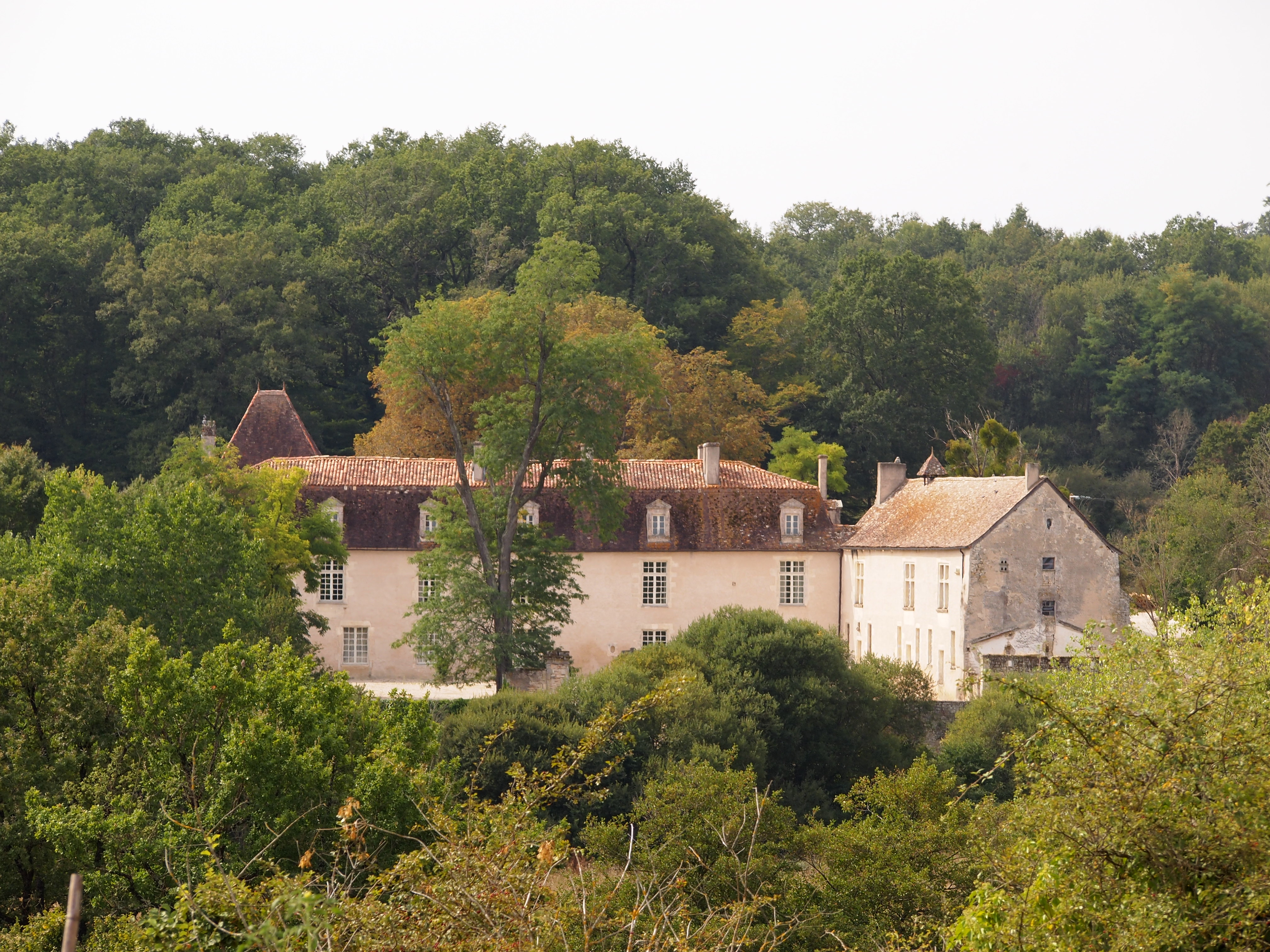
Château de la Faye

O Château de la Faye é uma mansão, anteriormente uma fortaleza, localizada na cidade de Deviat, em Charente, na França. Construído durante a Guerra dos Cem Anos, as muralhas do castelo protegiam toda a população da cidade. Tem um largo fosso e a sua entrada é feita por uma ponte de dois arcos que se abre para uma ampla esplanada. No século XV, era o dote de Perette de Montendre.
Algumas extensões do século XIX melhoraram o telhado de mansarda com pequenas janelas de sótão de frontão triangular.
Foi classificado como monumento histórico em 23 de outubro de 1992, e hoje é administrado como hotel.